# Gislaved
För andra betydelser, se Gislaved (olika betydelser).
Gislaved är en tätort och centralort i Gislaveds kommun i Jönköpings län.

## Historia
Fynd från forntiden tyder på att människor vistades kring sjöarna Gräsken, i kommunens västligaste del, och Majsjön, samt längs Nissans dalgång. I övrigt är trakten kring Gislaveds tätort tämligen fattig på fornfynd.
Namnet Gislaved är omnämnt 1434 som namnet på en kvarn. Betydelsen är antagligen kommet ur mansnamnet Gisle och ved, som betyder skog.
Byn Gislaved hade år 1538 fem hemman.
Gästgiveri fanns kring mitten av 1500-talet och marknad i Gislaved är nämnd 1626, även om det är troligt att en mindre marknad funnits tidigare.
1743 grundades ett järnbruk av Carl Gustaf Gyllenhök och Jean Camitz vid vattenfallet i Nissan. Järnbruken fick namnet Gyllenfors. Under denna tid hade byn 60-70 invånare, på ungefär tio gårdar.
I och med järnbruket flyttade folk till byn under dess expansion, men också från byn under svårare ekonomiska tider för bruket. Dock var huvudnäringen kring byn från forntiden till 1700-talet fortfarande jordbruk, även om järnbrukets betydelse ökade.
De flesta var jordbrukare ännu kring mitten av 1800-talet. Gyllenfors bruk övergick successivt till produktion av glas, vilket varade till 1890. Nio år senare, 1896, övergår glasbruket i Svenska gummifabriks AB. Andra halvan av 1800-talet innebär också en ökning av invånarantalet, främst tack vare inflyttning.
1800-talet innebar ett genombrott för andra näringsgrenar och industrier; garvning, kopparslagare, sadelmakeri, färgeri, spinneri och väveri. Post, apotek, sjukstuga, veterinär, bank, bageri, skomakeri, diversehandel, urmakeri, bryggeri och fotograf var andra näringar som uppstod från mitten av 1800-talet.
Industrin var i huvudsak lokaliserad på östra sidan om Nissan, medan handeln koncentrerades på västra sidan. På östra sidan bodde också främst arbetare, västra sidan beboddes av bönder och affärsmän. Östsidan, Gyllenfors, fick sin första speceriaffär 1908, vilket gjorde att invånarna där slapp att ta sig till västsidan för att handla.
Järnvägslinjen Reftele–Gislaved invigdes 1901 och 1925 öppnades linjen Gislaved-Hestra. Trafiken till Hestra och Reftele är nedlagda.
Befolkningsökningen var stor i Gislaveds by och Gyllenfors under 1800-talets sista decennium; befolkningen ökade med ungefär två tredjedelar, och mellan 1900 och 1945 femfaldigades befolkningen i Gyllenfors och fyrfaldigades i Gislaved.
Jordbrukssektorn minskade i betydelse till förmån för industrin, och 1959 var 11,4% beroende av jordbruket för sin försörjning.

### Administrativa tillhörigheter
Gislaved var en ort i Båraryds socken där grannorten Gyllenfors låg i Anderstorps socken. Efter kommunreformen 1862 kom orterna att ligga i Båraryds landskommun och Anderstorps landskommuner och i dessa inrättades 6 maj 1904, respektive 22 februari 1939 municipalsamhällen Gislaveds municipalsamhälle och Gyllenfors municipalsamhälle. 1949 bildades Gislaveds köping genom ombildning av Båraryds landskommun och dess municipalsamhälle samt Gyllenfors municipalsamhälle som då bröts ut ur Anderstorps landskommun. 1952 utökades köpingskommunen där orten Gislaved bebyggelse ytmässigt bara omfattade en mindre del av köpingskommunen. 1971 uppgick köpingen i Gislaveds kommun där Gislaved sedan dess är centralort.
Orten tillhörde före 1951 till Båraryds församling och Anderstorps församling. Sedan 1951 tillhör orten Gislaveds församling.
Orten ingick till 1947 i Västbo tingslag, därefter till 1971 i Östbo och Västbo tingslag. Från 1971 till 2005 ingick orten i  Värnamo domsaga för att från 2005 ingå i Jönköpings domsaga.

### Befolkningsutveckling
| Befolkningsutvecklingen i Gislaved 1960–2020 | Befolkningsutvecklingen i Gislaved 1960–2020 | Befolkningsutvecklingen i Gislaved 1960–2020 | Befolkningsutvecklingen i Gislaved 1960–2020 | Befolkningsutvecklingen i Gislaved 1960–2020 |
| -------------------------------------------- | -------------------------------------------- | -------------------------------------------- | -------------------------------------------- | -------------------------------------------- |
|                                              |                                              |                                              |                                              |                                              |
| År                                           |                                              |                                              | Folkmängd                                    | Areal (ha)                                   |
| 1960                                         | 1960                                         |                                              | 5 636                                        |                                              |
| 1965                                         | 1965                                         |                                              | 6 473                                        |                                              |
| 1970                                         | 1970                                         |                                              | 8 032                                        |                                              |
| 1975                                         | 1975                                         |                                              | 8 564                                        |                                              |
| 1980                                         | 1980                                         |                                              | 9 056                                        |                                              |
| 1990                                         | 1990                                         |                                              | 9 575                                        | 644                                          |
| 1995                                         | 1995                                         |                                              | 10 000                                       | 646                                          |
| 2000                                         | 2000                                         |                                              | 10 373                                       | 646                                          |
| 2005                                         | 2005                                         |                                              | 10 091                                       | 650                                          |
| 2010                                         | 2010                                         |                                              | 10 037                                       | 648                                          |
| 2015                                         | 2015                                         |                                              | 10 180                                       | 685                                          |
| 2018                                         | 2018                                         |                                              | 10 389                                       | 685                                          |
| 2020                                         | 2020                                         |                                              | 10 269                                       | 697                                          |
|                                              |                                              |                                              |                                              |                                              |

## Näringsliv
Gislaved är en industriort, tidigare mest känd för sin gummifabrik, etablerad redan 1895 under namnet Svenska Gummifabriken i Gislaved och under senare år specialiserad på tillverkning av bildäck med tyska  Continental AG som sista ägare. När däckfabriken lades ned 5 juli 2002, övertogs fastigheten av Weland AB, som omvandlade den till ett så kallat industrihotell.
Industrigummiartiklar tillverkas fortfarande hos Gislaved Gummi AB, som är en del av det gamla Gislaved Gummi AB och som delades upp i tre bolag: däcktillverkning av Gislaved Däck AB, industrigummiprodukter genom Gislaved Gummi AB och ett bolag för plast, Gislaved Folie AB. Samtliga har olika ägare. 
På orten finns också ett flertal plast- och verktygsindustrier.

### Bankväsende
Båraryds sparbank grundades 1876. Senare ändrades namnet till Gislaveds sparbank. Den uppgick år 1975 i Finnvedens sparbank.
Hallands enskilda bank etablerade ett kontor i Gislaved den 1 juli 1901. Denna bank övertogs 1905 av Göteborgs bank. Senare etablerade sig även Nordiska handelsbanken/Göteborgs handelsbank på orten. Detta kontor övertogs senare av Göteborgs bank. Senare under 1900-talet etablerade sig Svenska Handelsbanken i Gislaved.
Nordea lade ner kontoret i Gislaved den 30 april 2016. Därefter fanns Swedbank och Handelsbanken kvar på orten.

## Sport
- Fotbollsklubbar:
  - Gislaveds IS, bildad 1903. Div.3, hemmaarena Ryttarvallen.
  - Bosna IF bildad 1992. Div. 5, hemmaarena Gisle IP.
  - IFK Gislaved, bildad 1950. Div. 6, hemmaarena Nissavallen.
  - Westbo United Dam - Fotboll, bildad 2011.
- GARK, Gislaved Anderstorps Ridklubb
- Ishockeyklubben GSK Hockey, hemmaarena Gislerinken
- Speedwayklubben Lejonen, SM-guld 2008 och 2009.
- Volleybollklubben Gislaveds Volleybollklubb, etablerat lag i elitserien, damer.
- Västbo Judoklubb
- Västbo Karate Bujinkai
- Westbo Innebandy klubb
- Klätterklubben Västbo Klätterklubb, bildad 2023. Hemmahall Modulen Beach & Klättercenter

## Gislavedprofiler
- Olle Anderson
- Darijan Bojanic
- Edin Dzemat
- Oscar Hiljemark
- Simon Hjalmarsson
- Jesper Nelin
- Annie Oliv
- Nikola Pašić